# Kela (Ntui)
Pour les articles homonymes, voir Ntui.
Kela ou Kella est un village du Cameroun situé dans la région du Centre et le département du Mbam-et-Kim. Il fait partie de la commune de Ntui.

## Population
En 1965, le village comptait 386 habitants, principalement Batschenga.
Lors du recensement de 2005, on y dénombrait 822 personnes.